# Entomocerus mirus
 (août 2019).
Genre
Espèce
Entomocerus mirus, unique représentant du genre Entomocerus, est une espèce fossile de collemboles de la famille des Tomoceridae.

## Distribution
Cette espèce a été découverte dans de l'ambre au Manitoba au Canada. Elle date du Crétacé.

## Publication originale
- Christiansen & Pike, 2002 : Cretaceous Collembola (Arthropoda, Hexapoda) from the Upper Cretaceous of Canada. Cretaceous Research, vol. 23, no 2, p. 165-188.